# Fazenda Soledade

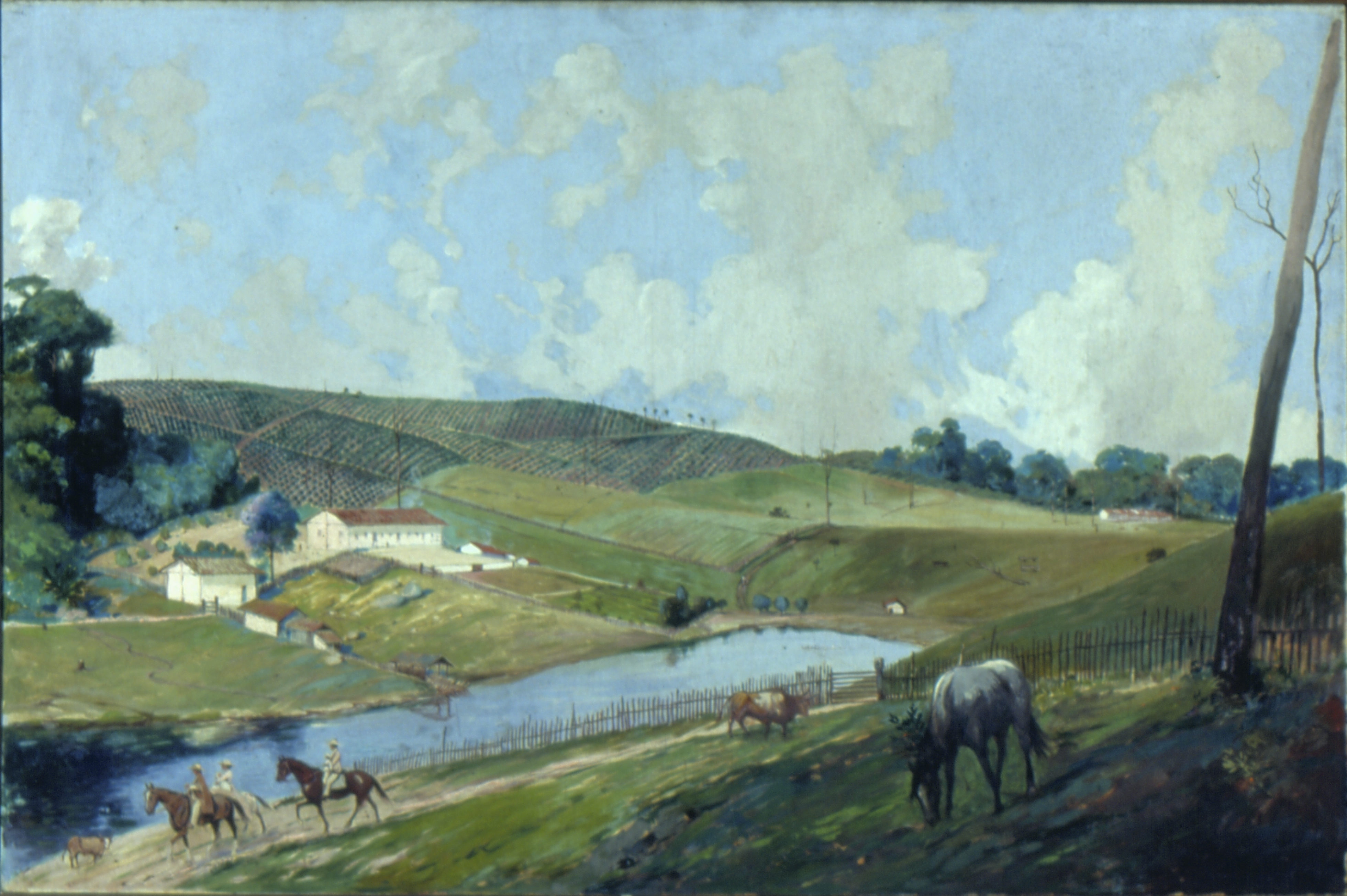
Fazenda Soledade, em pintura de Alfredo Norfini.

A Fazenda Soledade é um sítio localizado onde hoje fica o município de Campinas, no estado de São Paulo. Foi criada entre os anos de 1844 e 1845 por Cândida Maria de Vasconcelos Barros. Um mês antes de morrer, em outubro de 1851, ela nomeou em testamento seus netos como únicos e legítimos herdeiros de seus bens. Na época, a fazenda ainda não tinha nome. Com a sua morte e cumprimento do testamento, cinco escravos foram alforriados, restando 26 cativos - 18 homens e oito mulheres. A fazenda passou ao domínio de Hercule Florence, genro de Cândida, após a morte da esposa dele, Maria Angélica de Vasconcelos, em 1850. Daí o nome Soledade, em referência ao estado de espírito do viúvo naquele momento. Em 1852, ele já configurava na lista dos 75 fazendeiros de café e senhores de engenho em operação em Campinas. A fazenda pertenceu a Florence até a sua morte, 30 anos depois. Em nome dos filhos, administrou a propriedade com cerca de 30 cativos (apenas Antônia, Agostinha, Torquata e Eva eram bens próprios).
Em uma carta a seu irmão Fortuné, de 16 de setembro de 1854, Hercule conta sobre a sua trajetória e o que esperava da fazenda:
"Quantos erros tenho cometido em minha vida, cuja triste consequência foi não ter tido sobretudo os meios de ir a Mônaco. Tantos europeus que aqui chegam e fazem fortuna, e eu, sempre distraído pelos trabalhos artísticos perdi meu tempo sem nenhum fruto. Isso te parece me acusar de faltar com a atenção para com minha família? Talvez eu não seja tão culpado de meus erros; talvez estes sejam provenientes de uma natureza invencível que não terá sido minha obra. Te escrevi diversas vezes que vivo nas terras de meus filhos, pois a sorte não quis que eu herdasse nada dos bens da minha sogra, que sempre me tratou muito mal; mas como tenho muito bons filhos, o que lhes pertence, pertence também a mim. Quanto às terras no campo, estas me pertencem durante a menoridade deles e como eu tenho uma segunda esposa, atualmente grávida, comprei umas terras para iniciar uma plantação de café, a fim de ter um patrimônio para meus velhos dias. Estou às vésperas de contratar cinco famílias de colonos com esse propósito. Aqui estou há três anos, transformado em plantador de café. Esta não é tarefa pequena tal qual supervisionar 30 escravos, os animais, as plantações, etc., etc. Foi necessário moldar meu caráter a esta nova prova; é verdade que não sou muito brilhante como se diz aqui, mas também não me saio tão mal. Conto com a ajuda de meu filho Amador, durante minha ausência."

## A Fazenda
A opção pela plantação de café pareceu mais natural a Florence, já que quando o território foi obtido por Cândida Vasconcelos, já havia ali cerca de 400 pés de café. Já que a montagem de uma unidade cafeeira requer tempo (os pés só entram em plena produção depois de cinco anos do seu plantio), os pés já estabelecidos poderiam sustentar a expansão do parque produtivo. Em 1850, a Fazenda Soledade contava com 58 alqueires paulistas (=140 hectares) e 30 escravos. Essas dimensões não eram o bastante para denominar o espaço uma fazenda, e, assim, a propriedade ganhou o nome de sítio. Elas também tornavam inviável o estabelecimento de um engenho de açúcar. Sorte de Florence: em 1848, os preços do café tiveram um forte valorização.
Em meados da década de 1850, a Soledade encontrava-se em ótimas condições de operação. Foi quando Florence adotou o sistema de parceria promovido pela Vergueiro & Cia, implementado por Amador, filho de Hercule, quando o mesmo estava em viagem a Mônaco. Enquanto em setembro de 1855 a colônia contava com cinco famílias e 37 pessoas, um ano depois eram apenas duas famílias e quatro jornaleiros, o que totalizava 23 pessoas. com o número considerável de crianças (menores de 12 anos), a força de trabalho livre efetiva era de 11 indivíduos.
Antes dessa viagem à Europa e da implementação do novo sistema, Florence fez três desenhos do sítio. Eles mostram uma arquitetura semelhante à de outros sítios do Oeste paulista. Na primeira figura, podemos ver a casa e vivenda e, acima, as senzalas, loo abaixo de uma faixa de mata virgem. Na segunda, feita especialmente para os suíços a quem pretendia mostrá-la, cinco pequenos casebres na extremidade esquerda foram especialmente construídos para receber as famílias dos suíços contratados à Vergueiro & Cia.
Outro indício de que Hercule Florence estaria seguindo os moldes e todo o Oeste paulista seria o esquema de alinhamento vertical dos pés de café, como podemos observar no desenho a seguir. As linhas riscadas no morro podem indicar tanto que o desenho estaria incompleto quanto que teria sido pintadas mudas de café recentes, mas a indicação da técnica de plantio adotada é inequívoca.
Em 1859, Hercule Florence enviou um relatório para a Presidência da Província sobre a fazenda Soledade. Ele tinha medo que o território tivesse o mesmo destino que a fazenda Ibicaba no natal de 1856, quando houve uma revolta que ameaçara toda a continuidade do sistema. Nesse relatório, ele conta que dos 58 alqueires, apenas 20 eram cultivado com café. O restante era ocupado com pasto (14 alqueires) e o amanho de alimentos, como feijão e milho (8 alqueires). Os outros 16 alqueires serviam de reserva para uma futura expansão da produção. Eram preenchidos por mata virgem, que "não se pode derrubar por se precisar". Ele também conta sobre a produtividade da Fazenda Soledade. Na safra que acabara de encerrar, foram entre 88 e 105 mil arrobas por mil pés, patamar elevadíssimo, comparável às fazendas recém abertas na fronteira cafeeira.
Tal produtividade pressionava a Soledade a obter mais mão de obra, como Florence relata à Presidência da Província: "Que a Lavoura está em plena crise por falta de braços é sabido de todos. O preço exorbitante dos escravos, que se pode comparar às molas de um mecanismo, quando tesas em demasia, basta para o provar; mas o observador que percorre as nossas vastas plantações de cafés, reconhece também esta crise, porque se aparecem florescentes cafezais, a metade, ou a terça parte estão no mato pedindo braços e cultura". Outro problema encontrado era no sistema de transporte: "a lavoura tem aqui um segundo flagelo, ainda maior, e é a careza das conduções, que ameaçam subir fora do termo, e produzir uma distensão, da qual resulte um afrouxamento irreparável".

## Trabalho escravo
Hercule Florence declarou, em alguns de seus relatos, desconforto com a escravidão negra. Em uma versão dos diários da expedição de Langsdorff (feita como desenhista junto a Aimé-Adrien Taunay), reescritos a partir de 1848, ele narra episódios da formação de quilombos na rota das monções, entre Porto Feliz (SP) e Cuiabá (MT):
"A infeliz raça, sem embargo de quererem os brasileiros fazer crer o contrário, parece não de todo resignada à escravidão, tanto que os pobres negros tiveram a coragem de embrenhar-se pelas matas, expostos às feras, como a onça, e à ferocidade dos indígenas, que, não os considerando criaturas humanas, se mostram ainda mais impiedosos com eles do que com os brancos. O triste contraste é que, se os negros amam a liberdade, seus civilizados senhores os excedem, em muito, na avidez de seu suor e de tudo o mais que deles podem arrancar. (...) Muitos há, no Brasil, que exaltam a escravidão como vantajosa para os próprios escravos. Pura hipocrisia. Poderia referir milhares de casos que provam a preferência dos negros a exporem-se a todos os perigos, para se livrarem das misérias sem conto a que seus ávidos tiranos os fazem sofrer."
Seu posicionamento pareceu mudar a partir de 1848. Depois de uma breve tentativa de trabalhar com um sistema de parceria, rendeu-se à escravidão. Ao se casar com Maria Angélica de Vasconcelos, recebeu como dote três escravas: Antônia, africana de 48 anos e suas filhas Agostinha, de 5 anos, e Torquata, de 6 meses. Também recebeu o escravo Benedito, de 9 anos. Quando Florence morreu, em 1879, a escrava Torquata ainda pertencia a ele. Antônia e Agostinha já haviam falecido. Agostinha, no entanto, negou a ele os dois filhos que teve: Eva, nascida em 1845, e Adriano, nascido em 1857. Benedito foi vendido por Florence em 1846 por 700$000 réis. Quando Maria Angélica morreu, entretanto, constava no inventário de Florence as escravas Torquata, Antônia, Agostinha e Eva.
No final de sua vida, a dedicação ao sistema escravagista aprofundou-se. Seus livros de contas continham estratégias de administração dessa força de trabalho. A sua morte, em 1879, aconteceu quando o movimento abolicionista começava a emergir no Brasil. Não afetou a vida e a prática de Florence, que não chegou a alforriar nenhum de seus escravos.

## Florence e a paisagem açucareira e cafeeira do Oeste paulista
Florence já tinha algum conhecimento sobre produção de café. Quando artista, por exemplo, chegou a visitar a fazenda Ibicaba, localizada no município de Cordeirópolis, para compor um retrato de seu dono, o senador do Império do Brasil Nicolau Pereira de Campos Vergueiro. Essa fazenda, antes produtora de açúcar, passou a produzir café em 1828, quando Vergueiro passa a utilizar a propriedade como sua moradia e investe em seis mil pés de café. O artista também chegou a retratar o engenho da Cachoeira, localizado no que hoje é o município de Americana. Em 1835, o engenho da Cachoeira tinha 201 escravos, que produziram entre 132 e 147 toneladas de açúcar e cerca de 29 toneladas de café.

## Florence e as artes
Antes de sua vida como dono de terra, Hercule Florence teve uma extensa experiência com as artes. Já era talentoso desenhista e pintor aos dezesseis anos quando iniciou suas viagens, empregando-se em navios de guerra e mercantes, passando por inúmeros países da Europa. Em 1824, desembarcou no Rio de Janeiro e acompanhou como desenhista a expedição do alemão Georg Heinrich von Langsdorff até a Amazônia.
Durante a Guerra do Paraguai (1864-1870), escreveu diversos artigos para a imprensa, nos quais demonstrou um exacerbado patriotismo. Seus talentos expandiram-se para o mundo da fotografia (foi pioneiro da fotografia franco-brasileira), inventor, desenhista e polígrafo.

## As fazendas paulistas de café no século XIX
A produção açucareira estava solidamente estabelecida na região dos entornos de Campinas no início do século XIX. No entanto, o sucesso do açúcar cubano e seu grande peso na conformação dos preços no mercado mundial, somado ao sucesso da produção cafeeira no Vale do Paraíba e os custos relativos do transporte por mulas entre o interior de São Paulo e o porto de Santos (mais favoráveis ao café) estimularam os fazendeiros a experimentarem a combinação dos dois produtos dentro de suas propriedades. Foi esse cenário que Hercule Florence retratou quando visitou o engenho da Cachoeira, em 1834. O retrato que compõe é de dois personagens de costas, ao lado de seus cavalos. O centro do quadro corresponde à sede do engenho da Cachoeira. Ela é rodeada por cafezais, canaviais, pastos e uma cinta de mata.